# Kankli
Els kankli o Kangli (també kanghli) foren un poble turc de l'estepa al Turquestan i Sibèria del sud-oest. Apareixen esmentats al segle xii i eren part de la confederació dels kiptxaks (cumans) i associats als kimaks, un altre dels grups que van formar el grup kiptxak.
Quan van aparèixer els mongols tenien un establiment al baix Sirdarià prop de Djand, anomenat Karakum que fou refugi per merkits després de ser derrotats per Genguis Kan i també els naiman el 1208. El general Chin Temur va fer un descans en aquest lloc abans d'ocupar Djand el 1220. El kanglis o kanklis van lluitar pels khwarizms i van perdre molts homes a les conquestes de Bukharà i Samarcanda. La mare de Djalal al-Din Manguberti, Terken Khatun, era, segons Djuwayni, una kangli, però Nasawi diu que era una kimak; els que no foren massacrats foren absorbits per les hordes turques del gran kan. Viatgers occidentals els esmenten com Cangitae o Cangle.